# Hu Sanxing
Hú Sānxǐng (chinesisch 胡三省, * 1230; † 1287), Geburtsname Hú Mǎnsūn (chinesisch 胡滿孫 / 胡满孙), Hofnamen Shēnzhī (chinesisch 身之), Méijiàn (chinesisch 梅澗 / 梅涧) und Jǐngcān (chinesisch 景參 / 景参), war ein chinesischer Historiker der späten Song- und der frühen Yuan-Dynastie. In den 50er Jahren des 13. Jahrhunderts diente er als Beamter dem Obersten Minister Jia Sidao. Nach dem Fall der Song-Dynastie im Jahr 1279 floh er und schrieb im Exil einen Kommentar zu Sima Guangs Zusammengefasstem Zeitspiegel zur Hilfe in der Regierung.
| Personendaten    | Personendaten                                      |
| ---------------- | -------------------------------------------------- |
| NAME             | Hu, Sanxing                                        |
| ALTERNATIVNAMEN  | Hú; Sānxǐng; Hu, Mansun; Shenzhi; Meijian; Jingcan |
| KURZBESCHREIBUNG | chinesischer Beamter und Historiker                |
| GEBURTSDATUM     | 1230                                               |
| STERBEDATUM      | 1287                                               |